# Hačava
Hačava este o comună slovacă, aflată în districtul Košice-okolie din regiunea Košice. Localitatea se află la altitudinea de 630 m deasupra n.m., se întinde pe o suprafață de 36,92 km2 și în 2017 număra 221 de locuitori.

## Istoric
Localitatea Hačava este atestată documentar din 1435.

## Demografie
| An:                | 1994 | 2004   | 2014   | 2024    |
| ------------------ | ---- | ------ | ------ | ------- |
| Număr de persoane: | 216  | 229    | 228    | 184     |
| Diferență:         |      | +6,01% | −0,43% | −19,29% |

| An:                | 2023 | 2024   |
| ------------------ | ---- | ------ |
| Număr de persoane: | 187  | 184    |
| Diferență:         |      | −1,60% |